# Luiz Henrique Duczmal
Luiz Henrique Duczmal est un astronome brésilien.
Le Centre des planètes mineures le crédite de la découverte de deux astéroïdes numérotés, effectuée en août 1999 avec la collaboration de son compatriote Cristóvão Jacques.
| (66454) Terezabeatriz | 3 août 1999  |
| (38245) Marcospontes  | 12 août 1999 |